# Bernard Eymery
Bernard Eymery est un homme politique français né le 7 juin 1862 au Pizou (Dordogne) et décédé le 27 octobre 1928 à Moulin-neuf (Dordogne)

## Biographie
Bernard Eymery nait le 7 juin 1862 au Pizou de Bernard Léopold Eymery et Marie Vacher.
Médecin installé au Pizou, il devient en juin 1890 conseiller d'arrondissement du canton de Monpon. et en démissionne pour devenir conseiller général du même canton en novembre 1890 et maire du Pizou en 1892. Il devient sénateur de la Dordogne en janvier 1920. Réélu en janvier 1921, il siège au groupe de la Gauche démocratique radicale et radicale-socialiste.
Il meurt le 27 octobre 1928 à Moulin-Neuf, en Dordogne, ce qui met un terme à ses trois mandats.

## Distinctions
Il a été promu chevalier de la Légion d'honneur en janvier 1908.